# Karlików
Karlików is een plaats in het Poolse district Sanocki, woiwodschap Subkarpaten. De plaats maakt deel uit van de gemeente Bukowsko en telt 130 inwoners.
- (en) Stephen Rapawy, WAR COMES TO KARLYKIV. Geraadpleegd op 26 april 2024.